# 与日本帝国的合作
与日本帝国的合作是指第二次世界大战之前以及期间，大日本帝国扶植过一些傀儡政权与日方的合作。日本凭借大東亞共榮圈概念以及“亚洲是亚洲人的亚洲”这样的承诺，日本还拉拢了一些遭欧洲帝国主义国家、苏联以及美国殖民的亚洲国家的部分民族主义人士。日方还从占领区以及盟军战俘中征募过志愿者。
一些亚洲和太平洋地区的国家/领地的领导人因想要从欧洲殖民者治下争取独立而选择与日本合作，比如缅甸和印度尼西亚的领导人。其他与日方合作者则已经掌控了独立或半独立政治实体，比如泰国的銮披汶·颂堪政权，日方便对他们加以充分利用。还有些势力认为日方会取胜，因此要么想要站到胜利者一边，要么害怕落到战败者一边。
和德意一样，日方也招募过很多志愿者，有时会逼迫他们从命，更多的则是先给予承诺，得逞后再食言，再或者从拘留营中招募想要逃离非人环境的战俘。那些自愿加入日方阵营的志愿者往往持有法西斯主义或泛亚主义意识形态。